# Dancé (Loire)
Dancé is een plaats en voormalige gemeente in het Franse departement Loire (regio Auvergne-Rhône-Alpes) en telt 110 inwoners (1999). De plaats maakt deel uit van het arrondissement Roanne. Dancé is op 1 januari 2019 gefuseerd met de gemeenten Amions en Saint-Paul-de-Vézelin tot de gemeente Vézelin-sur-Loire. 

## Geografie
De oppervlakte van Dancé bedraagt 9,1 km², de bevolkingsdichtheid is 12,1 inwoners per km².
De onderstaande kaart toont de ligging van Dancé (Loire) met de belangrijkste infrastructuur en aangrenzende gemeenten.

## Demografie
Onderstaande figuur toont het verloop van het inwonertal (bron: INSEE-tellingen).